# TNFSF14
TNFSF14 (англ. TNF superfamily member 14) – білок, який кодується однойменним геном, розташованим у людей на короткому плечі 19-ї хромосоми. Довжина поліпептидного ланцюга білка становить 240 амінокислот, а молекулярна маса — 26 350.
| 10         |  | 20         |  | 30         |  | 40         |  | 50         |
| ---------- |  | ---------- |  | ---------- |  | ---------- |  | ---------- |
| MEESVVRPSV |  | FVVDGQTDIP |  | FTRLGRSHRR |  | QSCSVARVGL |  | GLLLLLMGAG |
| LAVQGWFLLQ |  | LHWRLGEMVT |  | RLPDGPAGSW |  | EQLIQERRSH |  | EVNPAAHLTG |
| ANSSLTGSGG |  | PLLWETQLGL |  | AFLRGLSYHD |  | GALVVTKAGY |  | YYIYSKVQLG |
| GVGCPLGLAS |  | TITHGLYKRT |  | PRYPEELELL |  | VSQQSPCGRA |  | TSSSRVWWDS |
| SFLGGVVHLE |  | AGEKVVVRVL |  | DERLVRLRDG |  | TRSYFGAFMV |  |            |

A: Аланін

C: Цистеїн

D: Аспарагінова кислота

E: Глутамінова кислота

F: Фенілаланін

G: Гліцин

H: Гістидин

I: Ізолейцин

K: Лізин

L: Лейцин

M: Метіонін

N: Аспарагін

P: Пролін

Q: Глутамін

R: Аргінін

S: Серин

T: Треонін

V: Валін

W: Триптофан

Кодований геном білок за функцією належить до цитокінів. 
Задіяний у такому біологічному процесі, як альтернативний сплайсинг. 
Локалізований у клітинній мембрані, цитоплазмі, мембрані.
Також секретований назовні.